# 富山県立海洋高等学校
富山県立海洋高等学校（とやまけんりつ かいようこうとうがっこう、英: Toyama Prefectural Kaiyo High School of Marine Science and Technology）は、かつて富山県滑川市高月町にあった公立の水産高等学校。富山県立滑川高等学校との統合により、2012年（平成24年）3月末に閉校した。
跡地は富山県がサッカーなどのトレーニング施設『フットボールセンター富山』として活用することになっており、地元のジェネリック医薬品メーカー・日医工が命名権を取得。「日医工スポーツアカデミー」の名称で2013年（平成25年）5月にオープンした。

## 設置学科
- 海洋技術スポーツ科（下記の3コースに分かれる）
  - 生産バイオコース
  - マリンスポーツコース
  - 海洋工学コース
- 海洋食品情報科

## 沿革
個別に提示されている出典を除いた1999年4月以前の出典→
- 1896年（明治29年）6月 - 中新川郡水産研究会創設。同年12月に中新川郡水産会に改組。
- 1899年（明治32年） - 元滑川町費で校舎実習場を元滑川町字中町1374番地に建設し、これを中新川郡水産会に貸与。
- 1900年（明治33年）
  - 2月16日　‐富山県告示第41号よって、富山県水産講習所として中新川郡滑川町中町1374（元中新川郡水産会）に設立。
  - 4月1日 - 授業開始。
- 1923年（大正12年）11月 - 滑川町の寄付により寄宿舎が竣工（高月町1-1、和風総2階建ての瓦葺き、50名収容可能）。
- 1926年（大正15年）2月 - 荒町から大字高月町1-1に移転（校舎は同年1月20日竣工、同年5月14日落成式）。荒町の旧建物は滑川町役場に転用される[2]。
- 1941年（昭和16年）4月1日 - 富山県立水産学校と改称。同日、同所において富山県水産試験場を設置。
- 1943年（昭和18年）6月12日 - 滑川町高月に新校舎落成。
- 1948年（昭和23年）
  - 2月10日 - 校歌制定（高島高氏作詞、黒坂富治氏作曲）[3]
  - 4月 - 学制改革により富山県立水産高等学校と改称。
  - 9月 - 富山県立滑川高等学校に統合。
- 1950年（昭和25年）4月1日 - 滑川高等学校より水産高等学校が再分離（同年5月1日開校式）。
- 1954年（昭和29年）4月1日 - 専攻科漁業科設置。
- 1957年（昭和32年）11月21日 - 寄宿舎焼失。
- 1958年（昭和33年）12月16日 - 寄宿舎地鎮祭。
- 1959年（昭和34年）6月1日 - 寄宿舎有磯寮竣工。
- 1961年（昭和36年）4月1日 - 本科機関科設置。
- 1962年（昭和37年）
  - 3月10日 - 機関科校舎、電気室2室など竣工。
  - 3月31日 - 機関実習室竣工。
- 1964年（昭和39年）4月1日 - 専攻科機関科設置。
- 1966年（昭和41年）3月13日 - 専攻科教室、航海計器実習室竣工。
- 1967年（昭和42年）3月31日 - 体育館新築（7月4日竣工式）
- 1969年（昭和44年）8月8日 - 校舎改築起工式。
- 1970年（昭和45年）3月31日 - 改築第1期工事完了。運動場拡張工事完成。
- 1971年（昭和46年）
  - 3月31日 - 校舎改築第2期工事竣工。
  - 10月31日 - 新校舎の落成式。
- 1973年（昭和48年）8月1日 - 格技場、理科・家庭科教室増築工事着工。
- 1974年（昭和49年）
  - 3月31日 - 特別教室棟・柔剣道場竣工。
  - 11月 - 有磯寮改装。
- 1975年（昭和50年）2月25日 - 船舶職員第一種養成施設校（乙二航、乙二機、甲二機）の認可（運輸省告示第158号）。
- 1976年（昭和51年）2月10日 - 船舶職員第一種養成施設校（甲二航）の認可（運輸省告示第661号）。
- 1987年（昭和62年）1月31日 - 水産製造科冷凍冷蔵庫棟竣工（2月16日修祓式）。
- 1994年（平成6年）
  - 4月1日 - 水産製造科を水産食品科に学科改編。
  - 10月 - 旧体育館、部室を解体し、新体育館が着工。
- 1995年（平成7年）
  - 4月1日 - 有磯寮廃止（1996年〔平成8年〕3月解体）。
  - 11月16日 - 新体育館・部室が竣工。
- 1999年（平成11年）
  - 4月1日 - 海洋技術スポ－ツ科・海洋食品情報科に学科改編。
  - 5月 - 創立100百周年記念式典挙行。
- 2000年（平成12年）4月1日 - 富山県立海洋高等学校と改称[4]。
- 2002年（平成14年）1月 - 韓国の仁川海洋科学高等学校と姉妹校提携の調印。
- 2003年（平成15年）12月 - 海洋工学コース実習棟大規模改修。
- 2005年（平成17年）4月 - テニスコート（2面）整備。
- 2009年（平成21年）- 富山県立滑川高等学校との統合に伴い、この年度をもって募集停止。
- 2010年（平成22年）4月 - 富山県立高校再編統合計画により、富山県立滑川高等学校と統合。
- 2012年（平成24年）
  - 3月3日 - 閉校式。
  - 3月31日 - 閉校。

## 部活動
- 運動部 - 陸上競技、バドミントン、バスケットボール、テニス、卓球、サッカー、カヌー、相撲、空手道
- 文化部 - 茶道、吹奏楽、イラスト

## 校歌
作詞：高島高、作曲：黒坂富治

## 提携校
- 仁川海洋科学高等学校（大韓民国）

## 所在地
〒936-0078 富山県滑川市高月町129番地

## アクセス
- 富山地方鉄道本線西滑川駅 徒歩約17分
- 富山地方鉄道本線中滑川駅 徒歩約22分
- あいの風とやま鉄道線・富山地方鉄道本線滑川駅 徒歩約37分
- 北陸自動車道 滑川IC 車で約20分